# Свитазівська сільська рада
Свитазівська сільська рада — колишній орган місцевого самоврядування у Сокальському районі Львівської області. Адміністративний центр ради — село Свитазів.

## Загальні відомості
Водоймища на території, підпорядкованій даній раді: річка Спасівка.

## Населені пункти
Сільській раді підпорядковані населені пункти:
- с. Свитазів
- с. Ільковичі
- с. Равщина
- с. Суховоля

## Склад ради
Рада складається з 16 депутатів та голови.

### Керівний склад попередніх скликань
| ПІБ                      | Основні відомості                                                    | Дата обрання | Дата звільнення |
| ------------------------ | -------------------------------------------------------------------- | ------------ | --------------- |
| Гарасимчук Анна Іванівна | Сільський голова, 1960 р.н., освіта, член Народної партії            | 26.03.2006   | 31.10.2010      |
| Гарасимчук Анна Іванівна | Сільський голова, 1959 р.н., освіта середня спеціальна, позапартійна | 31.10.2010   |                 |

Примітка: таблиця складена за даними джерела